# Mazara
Mazara (en llatí Mazara, en grec antic Μάζαρα) moderna Mazzara, va ser una ciutat situada al sud-oest de Sicília a la desembocadura del riu del mateix nom entre Selinunt i Lilibèon.
L'esmenta per primer cop Diodor de Sicília l'any 409 aC i era probablement dependència de Selinunt.
Anníbal la va conquerir quan avançava cap a Selinunt, i Esteve de Bizanci diu que era una fortalesa dels selinuntins. Durant la Primera Guerra Púnica els romans la van arrabassar als cartaginesos.
Sembla que no va ser mai una ciutat. Plini el Vell parla del riu Mazaros, però no menciona la ciutat, com tampoc ho fa Claudi Ptolemeu, que també anomena el riu (Μάζαρος). La ciutat existia sens dubte ja que apareix a l'Itinerari d'Antoní, que la situa a 12 milles romanes de Lilibèon.
Els sarraïns la van repoblar i la van fer la capital de tot el districte dels voltants, quan la resta de Sicília estava ocupada pels normands. Segons William Smith, queden només algunes restes de sarcòfags i unes inscripcions.